# Алеко Василев
Александър Василев Попдимитров, известен като Алеко паша, Орфо и Орфански, е български революционер от влашки произход, войвода на Вътрешната македонска революционна организация, организатор на убийството на Тодор Александров.

## Биография
Василев е роден в 1890 или в 1891 година в българо-влашкото градче Долна Джумая, днес Ираклия, Гърция. Учи в Сярското българско педагогическо училище, което напуска в 1906 година и до Балканската война е български екзархийски учител в село Кюприя, Сярско (днес Гефируди). Привърженик е на крилото на Яне Сандански във ВМОРО.
По време на Балканската война е в четата на Яне Сандански, която подпомага действията на Седма рилска дивизия. След Междусъюзническата война се установява в Петрич и в 1914 година става началник на местната полиция. През 1915 година по време на участието на България в Първата световна война е командир на партизански взвод към Единадесета македонска дивизия, а през 1917-1918 година е на служба в Дирекцията за стопански грижи и обществена предвидливост при генерал Александър Протогеров.
След войната създава в Пиринска Македония военна организация, която от началото на 1920 година се слива с възстановената ВМРО. Василев е петрички окръжен войвода и пълномощник на Централния комитет на ВМРО за Серски, Струмишки и Солунски революционен окръг. Групови началници в окръжната чета на Алеко паша са Тома Радовски, Митьо Илиев и Стефан Кръстев – Пиперката, а Ангел Коларов и Георги Хазнатарски са помощник окръжни войводи на Алеко Василев.
Заедно с Георги Атанасов осъществяват Неврокопската акция на ВМРО в 1922 година. Василев потушава Септемврийското въстание в Разлога, но спасява ръководителите му като ги задържа за заложници. Помилвани са Методи Алексиев, Георги Захов, Тодор Ангелов, Владимир Поптомов, Костадин Патоков, Стефков и други, с цел да бъдат изпратени с чети в Егейска Македония. Сред спасените е Георги Топалов.
Алеко паша влиза в разногласие с Тодор Александров и организира убийството му на 31 август 1924 година. След две седмици Василев загива в Горна Джумая (днес Благоевград) в така наречените Горноджумайски събития, убит от приближения на Иван Михайлов Кирил Дрангов.
- Четата на Алеко Василев
- Четата на Алеко Василев
- Алеко Василев, Крум Петишев, Тодор Александров, неразпознат и Силко Цветков. Снимка от Държавна агенция „Архиви“
- Георги Атанасов, Александър Протогеров и Алеко Василев
- Стефан Сърцето, Георги Атанасов, Тодор Александров, Алеко Василев, Динчо Вретенаров и Щерьо Влахов